# Симбістер
Симбістер (англ. Symbister) - найбільше село і порт на острові Велсей, Шетландських островів. Населення в 1991 році 797. Центром села є порт, який є домом для малих риболовних суден, а також великих і глибоких морських траулерів.

## Історія
Острів був заселений протягом більш ніж 4000 років, про що свідчать неолітичні будинки Йоксі і Бені.

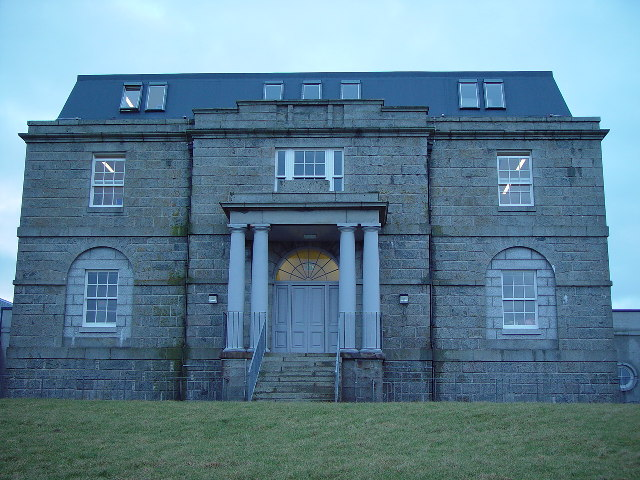
Симбістер Хаус

## Економіка
Поромне сполучення з селами Відлін і Лакса на східному березі острова Мейнленд і з островами Аут-Скерріс.
Автодороги з'єднують Сімбістер з селами Ісбістер і Ско на північному сході острова.

## Водна фауна
Морські ссавці, такі як свині, дельфіни, малі полосатики і касатки можна побачити зі скель на шельфі над гаванню. Багато мігруючих птиць, наприклад, кам'янка, луговий коник, пуночка і кулик.